# Young Black Jack
Young Black Jack (ヤング ブラック・ジャック, Yangu burakku jakku) est un manga écrit par Yoshiaki Tabata et dessiné par Yugo Okuma s'inspirant de l'œuvre Black Jack d'Osamu Tezuka. Il est prépublié entre novembre 2011 et juin 2019 dans le magazine Young Champion de l'éditeur Akita Shoten et est compilé en un total de 16 tomes. La version française est publiée par Panini Manga depuis janvier 2015.
Un film live est diffusé sur la chaîne NTV le 23 avril 2011. Une adaptation en anime par le studio Tezuka Productions est diffusée entre octobre et décembre 2015 sur TBS au Japon et sur J-One et Anime Digital Network dans les pays francophones.

## Synopsis
L'histoire de Young Black Jack se déroule durant la fin des années 1960 et suit les aventures de Kuro Hazama, jeune étudiant en médecine, bien avant qu'il ne devienne le célèbre Black Jack. Il fait donc office de préquelle du manga Black Jack d'Osamu Tezuka publié entre 1973 et 1983.

## Personnages
Kuro Hazama (間 黒男, Hazama Kuroo)
Voix japonaise : Yūichirō Umehara
Personnage principal de la série, Kuro Hazama est étudiant en médecine. Il a les cheveux noirs et blancs et il a des cicatrices partout, à cause d'une bombe sur laquelle il a marché quand il était petit. Il est aussi brillant que solitaire.
Maiko Okamoto (岡本 舞子, Okamoto Maiko)
Voix japonaise : Shizuka Itō
Interne dans un hôpital, elle est volontaire et énergique. Elle trouve d'abord, comme tout le monde, que Hazama est "bizarre", mais elle finira par l'apprécier et admirer son talent pour la chirurgie.
Charles Attan (藪, Yabu)
Voix japonaise : Kōji Yusa
Meilleur ami de Hazama. C'est un médecin diplômé accro à la méthamphétamine et qui a peur du sang. Il va aller au Vietnam afin de se débarrasser de cette appréhension.

## Manga
La publication du manga débute le 22 novembre 2011 dans le magazine Young Champion. Le premier volume relié est publié par Akita Shoten le 18 mai 2012 et douze tomes sont commercialisés au 20 avril 2017. La version française est publiée par Panini Manga depuis janvier 2015.

### Liste des volumes
| no | Japonais          | Japonais          | Français          | Français          |
| no | Date de sortie    | ISBN              | Date de sortie    | ISBN              |
| -- | ----------------- | ----------------- | ----------------- | ----------------- |
| 1  | 18 mai 2012       | 978-4-2531-5065-1 | 14 janvier 2015   | 978-2-80-944634-0 |
| 2  | 19 octobre 2019   | 978-4-2531-5066-8 | 11 mars 2015      | 978-2-80-944796-5 |
| 3  | 19 avril 2013     | 978-4-2531-5067-5 | 9 mars 2015       | 978-2-8094-4920-4 |
| 4  | 6 septembre 2013  | 978-4-2531-5068-2 | 23 septembre 2015 | 978-2-80-945027-9 |
| 5  | 20 février 2014   | 978-4-2531-5069-9 | 13 janvier 2016   | 978-2-80-945136-8 |
| 6  | 20 juin 2014      | 978-4-2531-5070-5 | 30 novembre 2016  | 978-2-80-945483-3 |
| 7  | 20 novembre 2014  | 978-4-2531-5202-0 | 19 avril 2017     | 978-2-80-946307-1 |
| 8  | 20 mai 2015       | 978-4-2531-5203-7 | 30 décembre 2020  | 978-2-80-948759-6 |
| 9  | 18 septembre 2015 | 978-4-2531-5204-4 | 22 septembre 2021 | 978-2-80-949716-8 |
| 10 | 20 avril 2016     | 978-4-2531-5205-1 |                   |                   |
| 11 | 20 octobre 2016   | 978-4-2531-5206-8 | —                 |                   |
| 12 | 4 juin 2017       | 978-4-2531-5207-5 | —                 |                   |
| 13 | 20 juillet 2018   | 978-4-2531-5208-2 | —                 |                   |
| 14 | 20 octobre 2018   | 978-4-2531-5209-9 | —                 |                   |
| 15 | 19 avril 2019     | 978-4-2531-5210-5 | —                 |                   |
| 16 | 20 août 2019      | 978-4-2531-5180-1 | —                 |                   |

## Film
Un film live est diffusé sur la chaîne NTV le 23 avril 2011.

## Anime
L'adaptation en anime est annoncée en mai 2015. Celle-ci est diffusée depuis octobre 2015 sur les chaines TBS et BS-TBS au Japon, et en simulcast sur J-One et Anime Digital Network dans les pays francophones. La musique du générique d'introduction est I am Just Feeling Alive de Umi-kuun et celle du générique de fin est All Categorize (オールカテゴライズ, Ōru Kategoraizu) de Takuto.

### Liste des épisodes
| No | Titre en français                   | Titre original                               | Date de 1re diffusion |
| -- | ----------------------------------- | -------------------------------------------- | --------------------- |
| 1  | Où est le docteur ?                 | 医者はどこだ! Isha wa doko da!'              | 2 octobre 2015        |
| 2  | Kidnapping                          | 拉致 Rachi                                   | 9 octobre 2015        |
| 3  | Les déserteurs                      | 脱走兵 Dassōhei                              | 15 octobre 2015       |
| 4  | Vietnam, acte 1                     | Betonamu nite sono 1 ベトナムにて その1      | 22 octobre 2015       |
| 5  | Vietnam, acte 2                     | ベトナムにて その2 Betonamu nite sono 2      | 29 octobre 2015       |
| 6  | Vietnam, acte 3                     | ベトナムにて その3 Betonamu nite sono 3      | 5 novembre 2015       |
| 7  | La révolution sans douleur, acte 1  | 苦痛なき革命 その1 Kutsū naki kakumei sono 1 | 12 novembre 2015      |
| 8  | La révolution sans douleur, acte 2  | 苦痛なき革命 その2 Kutsū naki kakumei sono 2 | 19 novembre 2015      |
| 9  | Les chroniques de l'horreur, acte 1 | 無残帳 その１ Muzan-chō sono 1               | 26 novembre 2015      |
| 10 | Les chroniques de l'horreur, acte 2 | 無残帳 その２ Muzan-chō sono 2               | 3 décembre 2015       |
| 11 | Les chroniques de l'horreur, acte 3 | 無残帳 その３ Muzan-chō sono 3               | 10 décembre 2015      |
| 12 | Le temps des passions               | 狂騒の季節 Kyōsō no kisetsu                  | 17 décembre 2015      |

### Œuvres
Édition japonaise
1. 1 2  Tome 1
2. 1 2  Tome 2
3. 1 2  Tome 3
4. 1 2  Tome 4
5. 1 2  Tome 5
6. 1 2  Tome 6
7. 1 2  Tome 7
8. 1 2  Tome 8
9. 1 2  Tome 9
10. 1 2  Tome 10
11. 1 2  Tome 11
12. 1 2  Tome 12
13. 1 2  Tome 13
14. 1 2  Tome 14
15. 1 2  Tome 15
16. 1 2  Tome 16

Édition française
1. 1 2  Tome 1
2. 1 2  Tome 2
3. 1 2  Tome 3
4. 1 2  Tome 4
5. 1 2  Tome 5
6. 1 2  Tome 6
7. 1 2  Tome 7
8. 1 2  Tome 8
9. 1 2  Tome 9